# Otto von Linn

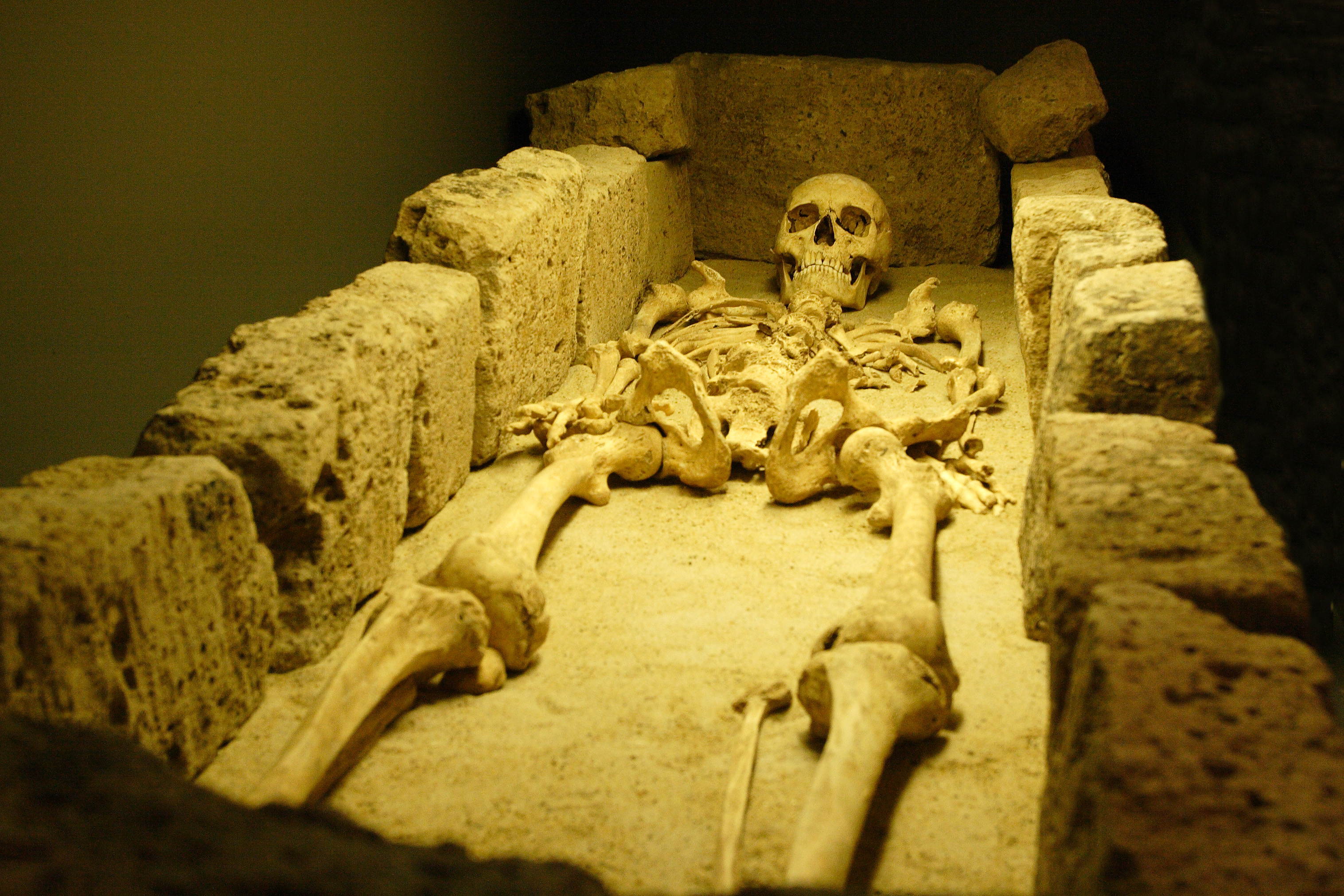
Otto von Linn

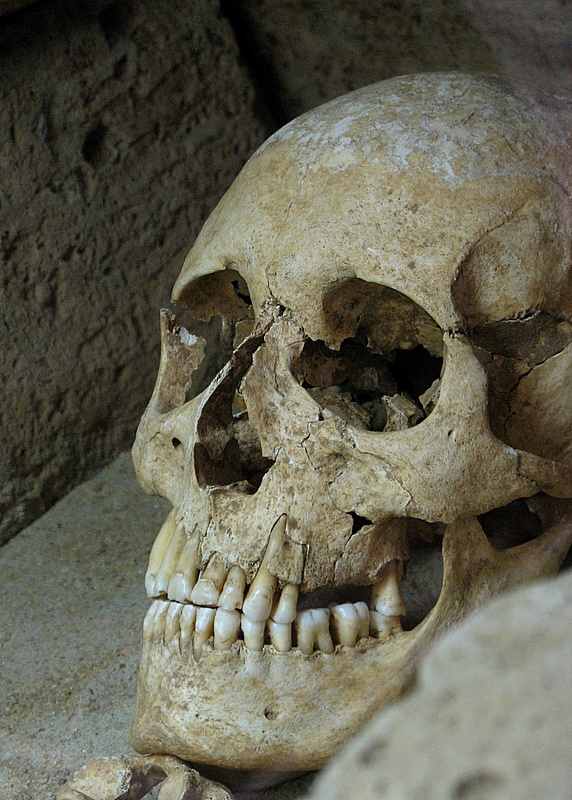
Otto von Linn, Detail

Otto von Linn (* um 1171; † um 1219) war Herr von Linn (Krefeld) und Gründer der Burg Linn. 

## Bedeutung
Die Herren von Linn wurden 1186 erstmals urkundlich genannt. Der älteste Namensträger war jedoch nicht Otto selbst, sondern sein mutmaßlicher Onkel und Vormund Gerlachus de Linne. Nach Erreichen der Volljährigkeit verkaufte Otto 1188 gemeinsam mit seinem namentlich nicht genannten Bruder Burg Linn und sämtliche zugehörigen Ländereien an Philipp I. von Heinsberg, den Erzbischof von Köln. Otto behielt Burg und Land jedoch als Lehen und wurde damit zu einem Lehnsmann Phillips. Durch dieses beurkundete Datum kann das Geburtsjahr Ottos auf etwa 1170–1171 datiert werden. Sein Bruder starb in jungen Jahren. Mit den so gewonnenen finanziellen Mitteln erfüllte Otto die Voraussetzungen zur Teilnahme am Dritten Kreuzzug unter Friedrich Barbarossa in den vorderen Orient, eine Ehrenpflicht für einen christlichen Ritter von Adel. Nach seiner glücklichen Rückkehr nutzte er seine dort erworbenen Erkenntnisse über Burgbauten und legte den Grundstein für den Ausbau seiner Burg Linn zu einer Festungsanlage in ihrer heutigen Form. Der polygonale Grundriss der neuen Ringmauer und der Einbau von Flankierungstürmen ist unverkennbar byzantinischem Einfluss zuzuordnen. 1218 unterzeichnete Otto von Linn letztmals eine Urkunde, diesmal jedoch gemeinsam mit seinem bereits erwachsenen Sohn Gerhard als Zeugen. Dieser Umstand lässt vermuten, dass Otto bereits krank war und schon bald darauf gestorben ist. Die Urkunde der Äbtissin von Gerresheim wird im Hauptstaatsarchiv in Düsseldorf aufbewahrt.
1989 wurden archäologische Grabungen an der Stelle der „Alde Kerk“ von Linn vorgenommen. Man fand die Grundmauern der Kirche und die Gräber der Adelsfamilie derer von Linn. Die kleine Kirche wurde im 14. Jahrhundert durch eine Überschwemmung zerstört und anschließend abgetragen. Sie befand sich schon zur damaligen Zeit auf freiem Feld und die Stelle blieb bis heute unüberbaut. Die Gräber gerieten in Vergessenheit. 1990 wurde hier unter anderem auch das Grab Ottos von Linn gefunden und seine Gebeine exhumiert. Man fand ebenfalls das Grab seines Großvaters († um 1150), seiner Mutter († um 1185) sowie seines Sohnes Gerhard von Linn (* um 1200; † um 1264). Das Grab Ottos ist heute im Niederrheinischen Landschaftsmuseum im Museumszentrum Burg Linn zu besichtigen. Das Skelett wurde vom Institut für Rechtsmedizin an der Heinrich-Heine-Universität Düsseldorf durch Peter Pieper und R. Piolot untersucht. Es konnten keinerlei Hinweise auf eine systemische Erkrankung wie Polyarthritis oder einen möglichen Tumor an Ottos Überresten gefunden werden. Der kräftige Knochenbau des 1,71 Meter großen Ritters lässt darauf schließen, dass er während seines Lebens körperlich außerordentlich aktiv und muskulös gewesen sein muss. Die Todesursache lässt sich zwar heute nicht mehr mit Sicherheit feststellten, es gibt jedoch Anzeichen, welche auf Mangelernährung und eine Infektionskrankheit hinweisen. Otto litt an einer chronischen Kieferhöhlenentzündung, hatte Arthrose des 4. Grades im linken Kiefergelenk, durch Mangelernährung verursachte Zahnschmelzhypoplasien, Knochenentzündungen im Oberkiefer und damit verbundenen Verlust der oberen Backenzähne, ein Hämatom am rechten Wadenbein, in jungen Jahren gehemmtes Knochenwachstum und eine Fehlstellung der großen Zehen durch zu enges Schuhwerk. Seine Schienbeine weisen Harris'sche Linien auf. Diese sind ein Indikator für saisonale Schwankungen des Nahrungsangebotes. Viele Symptome sind typisch für einen schlagenden Kreuzritter der damaligen Zeit. Medizinisch lassen sich die Mangelerkrankungen mit ziemlicher Sicherheit auf die Zeit zwischen dem 17. und 20. Lebensjahr datieren, also die Zeit seiner Teilnahme am Kreuzzug zwischen 1187 und 1191. 1190 schlug sich das erschöpfte Heer Barbarossas bei seinem Zug durch Kleinasien völlig entkräftet und hungernd durch das von den Seldschuken eroberte anatolische Hochland. 
Das Adelsgeschlecht derer von Linn starb mit dem Tod des einzigen Sohnes Ottos, Gerhard von Linn, um 1264 aus.